# Joseph Mark Spalding
Joseph Mark Spalding (Lebanon, 13 gennaio 1965) è un vescovo cattolico statunitense, dal 21 novembre 2017 vescovo di Nashville.

## Biografia
Joseph Mark Spalding è nato a Lebanon, nel Kentucky, il 13 gennaio 1965 da Joseph Lawrence Spalding e Mary Aileen (nata Thompson). È cresciuto nella fattoria di famiglia nella contea di Washington. La sua famiglia ha radici nella prima presenza cattolica negli Stati Uniti a ovest dei Monti Appalachi. Tra i suoi parenti vi sono Martin John Spalding, vescovo coadiutore di Louisville dal 1848 al 1850, vescovo di Louisville dal 1850 al 1864 e arcivescovo di Baltimora dal 1864 al 1872; John Lancaster Spalding, vescovo di Peoria dal 1877 al 1908, e Catherine Spalding, fondatrice delle Suore della carità di Nazareth.

### Formazione e ministero sacerdotale
Ha frequentato la Bethlehem High School di Bardstown dal 1979 al 1983. Nel 1987 ha conseguito il Bachelor of Arts in storia presso il Saint Meinrad College Seminary dell'arciabbazia di Saint Meinrad, nell'Indiana. Lo stesso anno è stato inviato in Belgio per studi. Ha studiato teologia nel Collegio americano dell'Immacolata Concezione a Lovanio e nel 1990 ha ottenuto il baccalaureato in studi religiosi presso l'Università Cattolica di Lovanio.
Il 3 agosto 1991 è stato ordinato presbitero per l'arcidiocesi di Louisville nella basilica ex cattedrale di San Giuseppe a Bardstown da monsignor Thomas Cajetan Kelly. L'anno successivo ha conseguito la licenza in diritto canonico presso l'Università Cattolica di Lovanio. In seguito è stato vicario parrocchiale della parrocchia della protocattedrale di San Giuseppe e cappellano della Bethlehem High School a Bardstown dal 1992 al 1996; giudice part-time nel tribunale ecclesiastico metropolitano nel 1993; vicario giudiziale assistente dal 1995 al 1998; vicario parrocchiale della parrocchia di Sant'Agostino a Lebanon dal 1996 al 1998; vicario parrocchiale part-time della parrocchia di Santa Maria Margherita a Louisville dal 1998 al 1999; vicario giudiziale dal 1998 al 2011; parroco della parrocchia dell'Immacolata Concezione a LaGrange dal 1999 al 2011; parroco della parrocchia della Santissima Trinità a Louisville dal 2011; cappellano della Sacred Heart Academy di Louisville; vicario generale dal 2011 al 2017 e parroco della parrocchia del Santo Nome a Louisville dal 1º ottobre 2016.

### Ministero episcopale
Il 21 novembre 2017 papa Francesco lo ha nominato vescovo di Nashville. Ha ricevuto l'ordinazione episcopale il 2 febbraio successivo nella chiesa del Sacro Cuore a Nashville dall'arcivescovo metropolita di Louisville Joseph Edward Kurtz, co-consacranti l'arcivescovo metropolita di Indianapolis Charles Coleman Thompson e il vescovo di Owensboro William Francis Medley. Durante la stessa celebrazione ha preso possesso della diocesi.
Nel dicembre del 2019 ha compiuto la visita ad limina.

## Genealogia episcopale
La genealogia episcopale è:
- Cardinale Scipione Rebiba
- Cardinale Giulio Antonio Santori
- Cardinale Girolamo Bernerio, O.P.
- Arcivescovo Galeazzo Sanvitale
- Cardinale Ludovico Ludovisi
- Cardinale Luigi Caetani
- Cardinale Ulderico Carpegna
- Cardinale Paluzzo Paluzzi Altieri degli Albertoni
- Papa Benedetto XIII
- Papa Benedetto XIV
- Papa Clemente XIII
- Cardinale Marcantonio Colonna
- Cardinale Giacinto Sigismondo Gerdil, B.
- Cardinale Giulio Maria della Somaglia
- Cardinale Carlo Odescalchi, S.I.
- Cardinale Costantino Patrizi Naro
- Cardinale Lucido Maria Parocchi
- Papa Pio X
- Papa Benedetto XV
- Papa Pio XII
- Cardinale Eugène Tisserant
- Papa Paolo VI
- Arcivescovo Gabriel Montalvo Higuera
- Arcivescovo Joseph Edward Kurtz
- Vescovo Joseph Mark Spalding